# 365e régiment d'infanterie
Le 365e régiment d'infanterie (365e RI) est un régiment d'infanterie de l'Armée de terre française constitué en 1914 avec les bataillons de réserve du 165e régiment d'infanterie.
À la mobilisation, chaque régiment d'active créé un régiment de réserve dont le numéro est le sien plus 200. 

## Création et différentes dénominations
- Août 1914: 365e Régiment d'Infanterie

## Historique des garnisons, combats et batailles du365eRI

### Première Guerre mondiale

#### Affectations
- 72e Division d'Infanterie d'août 1914 à novembre 1918

## Drapeau
Il porte, cousues en lettres d'or dans ses plis, les inscriptions suivantes :
- Verdun 1916
- Les Monts 1917
- Soissonnais 1918